# Лав-Веллі (Північна Кароліна)
Лав-Веллі (англ. Love Valley) — місто (англ. town) в США, в окрузі Еределл штату Північна Кароліна. Населення — 154 особи (2020).

## Географія
Лав-Веллі розташований за координатами 35°59′12″ пн. ш. 80°59′21″ зх. д. / 35.98667° пн. ш. 80.98917° зх. д. (35.986610, -80.989223).  За даними Бюро перепису населення США в 2010 році місто мало площу 1,61 км², з яких 1,60 км² — суходіл та 0,01 км² — водойми. В 2017 році площа становила 2,75 км², з яких 2,75 км² — суходіл та 0,00 км² — водойми.

## Демографія
Згідно з переписом 2010 року, у місті мешкало 90 осіб у 47 домогосподарствах у складі 24 родин. Густота населення становила 56 осіб/км².  Було 118 помешкань (73/км²).
Расовий склад населення:
| - 87,8 % — білих - 8,9 % — осіб інших рас |

До двох чи більше рас належало 3,3 %. Частка іспаномовних становила 10,0 % від усіх жителів.
За віковим діапазоном населення розподілялося таким чином: 14,4 % — особи молодші 18 років, 70,0 % — особи у віці 18—64 років, 15,6 % — особи у віці 65 років та старші. Медіана віку мешканця становила 49,8 року. На 100 осіб жіночої статі у місті припадало 91,5 чоловіків;  на 100 жінок у віці від 18 років та старших — 97,4 чоловіків також старших 18 років.
Середній дохід на одне домашнє господарство  становив 45 858 доларів США (медіана — 38 750), а середній дохід на одну сім'ю — 47 623 долари (медіана — 38 750). Медіана доходів становила 60 694 долари для чоловіків та 26 875 доларів для жінок. За межею бідності перебувало 12,6 % осіб, у тому числі 6,9 % дітей у віці до 18 років та 12,5 % осіб у віці 65 років та старших.
Цивільне працевлаштоване населення становило 43 особи. Основні галузі зайнятості: виробництво — 20,9 %, будівництво — 18,6 %, сільське господарство, лісництво, риболовля — 18,6 %.